# Paul Riege

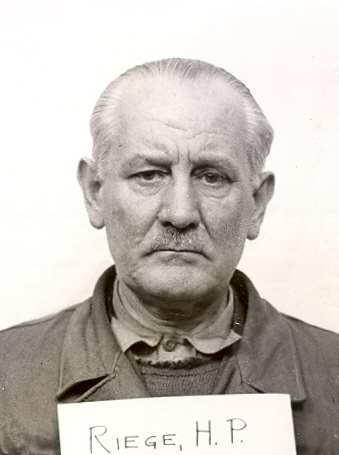
Paul Riege als Zeuge bei den Nürnberger Prozessen

Hans Paul Eduard Harry Riege (* 27. April 1888 in Lüdingworth; † 13. Oktober 1980 in Buxtehude) war ein deutscher Polizeigeneral und SS-Gruppenführer im Zweiten Weltkrieg. Er war Befehlshaber der Ordnungspolizei (BdO), unter anderem im besetzten Norwegen, Polen und der Tschechoslowakei. Er verfasste einen Ratgeber für Polizisten sowie populärwissenschaftliche Abhandlungen zur Polizeigeschichte, die sowohl in der Zeit des Nationalsozialismus als auch in der Bundesrepublik in vielen Auflagen gedruckt wurden.

## Leben
Paul Riege studierte zunächst an der Philipps-Universität Marburg und gehörte seit 1908 der Burschenschaft Alemannia Marburg an. Das Studium beendete er nicht. Er nahm am Ersten Weltkrieg von 1914 an teil, er wurde unter anderem mit dem Eisernen Kreuz I. Klasse ausgezeichnet. In der preußischen Polizei in Berlin brachte er es bis zum Major. Er trat zum 1. Mai 1933 in die NSDAP ein (Mitgliedsnummer 2.658.727), später auch in die SS (SS-Nummer 323.872).
Riege war von April 1940 an – direkt nach der Besetzung Norwegens – BdO in Oslo. Im Oktober 1940 wurde er dort von Generalmajor der Polizei August Meyszner abgelöst. Sein direkter Vorgesetzter war der HSSPF Nord/Norwegen, SS-Obergruppenführer Fritz Weitzel, der im Juni 1940 von HSSPF SS-Obergruppenführer Wilhelm Redieß abgelöst wurde, der diese Position bis Kriegsende innehatte.

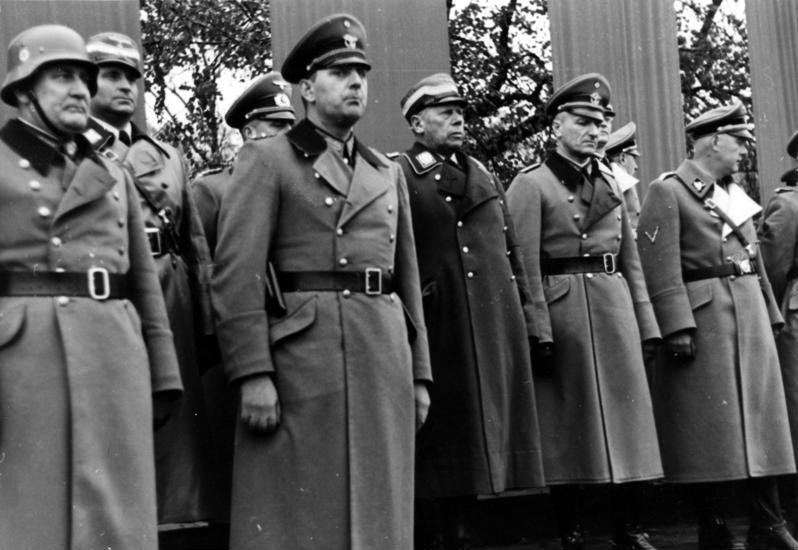
Riege (2. v. r.) bei einer Polizeiparade in Krakau (1939)

Ab Oktober 1940 löste Riege als BdO Ost/Generalgouvernement mit Standort in Krakau den Generalmajor der Polizei Herbert Becker ab. Sein Vorgesetzter HSSPF war der SS-Obergruppenführer Friedrich-Wilhelm Krüger. Im August 1941 wurde Riege als BdO zum HSSPF Böhmen-Mähren, SS-Obergruppenführer Karl Hermann Frank, nach Prag versetzt, sein Nachfolger als BdO in Krakau war Oberst Rudolf Mueller-Boenigk.
Rieges Vorgänger in Prag war Generalmajor der Polizei Otto von Oelhafen. Rieges Dienstzeit in Prag war nach dem Attentat auf Heydrich von internen Reibereien zwischen Frank und Daluge geprägt, letzterer war zum Nachfolger Heydrichs ernannt worden. Nach Franks Urteil war Riege „zwar ein guter Polizeioffizier, aber ein sehr schlechter Politiker und ein politisches Kind“. Riege unterstützte das auf Heydrichs Tötung folgende Massaker von Lidice durch Abkommandierungen von über 200 Mann der Ordnungspolizei. Im September 1943 wurde Riege nach Differenzen mit Frank seines Amtes enthoben und von Generalleutnant der Polizei Ernst Hitzegrad abgelöst.
Nach Kriegsende wurde Riege im Rahmen der Nürnberger Prozesse 1947 mehrfach vernommen.
Er lebte im nördlichen Niedersachsen. Im 1948 gegründeten Bund der verdrängten Beamten im Deutschen Beamtenbund (Verbaost), einer Vereinigung von Beamten, die aufgrund von Flucht und Vertreibung oder im Rahmen der Entnazifizierung ihre Anstellung verloren hatten, war Riege Vorsitzender des Fachausschusses „Polizeigeschichte“ in der Fachgruppe Polizei. Die Bildung dieses Fachausschuss wurde vermutlich durch den vormaligen SS-Gruppenführer und Generalleutnant der Ordnungspolizei Adolf von Bomhard angeregt. Besonders mit seiner Kleinen Polizei-Geschichte, zwischen 1954 und 1966 in mindestens drei Auflagen erschienen, versuchte Riege ein Bild der „sauberen Schutzpolizei“ zu zeichnen.
Rieges zusammen mit Karl Lautenschläger verfasste Schrift Polizei : Schutz, Ordnung, Sicherheit ; Dienstliche Winke für den Straßenpolizeibeamten  (Kameradschaft, Berlin 1942) wurde nach Kriegsende in der Sowjetischen Besatzungszone auf die Liste der auszusondernden Literatur gesetzt.